# Die 2 – Anwälte mit Herz
Die 2 – Anwälte mit Herz ist eine deutsche Doku-Soap, die von Constantin Entertainment GmbH produziert und auf Sat.1 ausgestrahlt wurde.

## Handlung
Die Rechtsanwälte Funda Bıçakoğlu und Carlos Gebauer ermitteln in jeder Sendung vor Ort. Sie lernen zuerst das Umfeld ihrer Mandanten kennen, danach sprechen sie mit der Gegenseite und suchen nach außergerichtlichen Lösungen bei Nachbarschaftsstreit, Sorgerechtsfragen oder Problemen mit dem Vermieter.

## Episoden und Quoten
Sat.1 strahlte die 1. Staffel vom 15. Januar bis zum 5. März 2011 aus. Im Durchschnitt erreichte die erste Staffel mit acht Folgen 2,22 Millionen Zuschauer ab drei Jahren, ein Marktanteil von 8,3 %. Bei den 14- bis 49-Jährigen erreichte die erste Staffel mit acht Folgen einen Durchschnitt von 0,71 Millionen Zuschauer und ein Marktanteil von 7,6 %.
| Staffel | Nummer (Staffel) | Titel                                                   | Ab 3-Jährige in % | 14- bis 49-Jährigen in % | Erstausstrahlung (Sat.1)        |
| 1       | 01               | Schuldenfalle Sex-Hotline/Missbrauch unter Party-Drogen | 8,0 %             | 7,2 %                    | Sa. 15. Januar 2011, 19.00 Uhr  |
| 1       | 02               | Vater unter Verdacht/Raucherkrieg in der Familie        | 9,0 %             | 8,2 %                    | Sa. 22. Januar 2011, 19.00 Uhr  |
| 1       | 03               | Opfer aus dem Internet/Die geheimnisvolle Mieterin      | 7,7 %             | 7,4 %                    | Sa. 29. Januar 2011, 19.00 Uhr  |
| 1       | 04               | Schimmelplage und Terrornachbarn/Vater wider Willen     | 8,9 %             | 9,0 %                    | Sa. 5. Februar 2011, 19.00 Uhr  |
| 1       | 05               | Gewalt in der Ehe/Krieg unter Nachbarn                  | 8,2 %             | 7,5 %                    | Sa. 12. Februar 2011, 19.00 Uhr |
| 1       | 06               | Sozialhilfe für einen Toten/Der schwule Vater           | 8,7 %             | 7,4 %                    | Sa. 19. Februar 2011, 19.00 Uhr |
| 1       | 07               | Triebtäter in der Schule/Verfolgt von einem Stalker     | 8,4 %             | 6,5 %                    | Sa. 26. Februar 2011, 19.00 Uhr |
| 1       | 08               | Verliebt, Verlobt, Verraten/Abgezockt beim Autokauf     | 7,7 %             | 7,3 %                    | Sa. 5. März 2011, 19.00 Uhr     |